# Binko Kolew
Binko Ganew Kolew (bułg. Бинко Ганев Колев, ur. 28 lipca 1958 w Nowej Zagorze) – bułgarski lekarz, lekkoatleta, średniodystansowiec. 
Specjalizował się w biegu na 800 metrów. Odpadł w eliminacjach tej konkurencji na mistrzostwach Europy juniorów w 1977 w Doniecku. 
Zdobył srebrny medal w biegu na 800 metrów na halowych mistrzostwach Europy w 1979 w Wiedniu, przegrywając jedynie z Antonio Páezem z Hiszpanii, a wyprzedzając Andrása Paróczaia z Węgier. Na kolejnych halowych mistrzostwach Europy w 1980 w Sindelfingen odpadł w eliminacjach tej konkurencji.
Odpadł w półfinale biegu na 800 metrów na igrzyskach olimpijskich w 1980 w Moskwie oraz w eliminacjach tej konkurencji na halowych mistrzostwach Europy w 1981 w Grenoble, zaś na halowych mistrzostwach Europy w 1983 w Budapeszcie zajął na tym dystansie 5. miejsce w finale. Odpadł w półfinale biegu na 800 metrów na mistrzostwach świata w 1983 w Helsinkach.
Zwyciężył w biegu na 800 metrów na mistrzostwach krajów bałkańskich w 1981 w Sarajewie.
Kolew był mistrzem Bułgarii w biegu na 800 metrów w latach 1978, 1979, 1982–1984 i 1986, a w hali triumfował w 1978, 1979, 1981 i 1983.
Jest aktualnym (kwiecień 2020) rekordzistą Bułgarii w biegu na 800 metrów z czasem 1:46,29 uzyskanym 12 lipca 1979 w Celje oraz w biegu na 600 metrów z wynikiem 1:16,35 osiągniętym 9 czerwca 1984 w Sofii, a także halowym rekordzistą swego kraju w biegu na 800 metrów (czas 1:47,78 uzyskany 25 lutego 1979 w Wiedniu) i w biegu na 1000 metrów (czas 2:25,05 uzyskany 1 lutego 1986 w Dobriczu).
Jest lekarzem medycyny sportowej, praktykuje w Warnie.